# Johann Horvath
Johann Horvath ou Hans Horvath (20 de maio de 1903 - 30 de julho de 1968) foi um futebolista austríaco. Ele competiu na Copa do Mundo FIFA de 1934, sediada na Itália, na qual a seleção de seu país terminou na quarta colocação dentre os 16 participantes.